# Dulcimer
 (février 2017).
Si vous disposez d'ouvrages ou d'articles de référence ou si vous connaissez des sites web de qualité traitant du thème abordé ici, merci de compléter l'article en donnant les références utiles à sa vérifiabilité et en les liant à la section « Notes et références ».

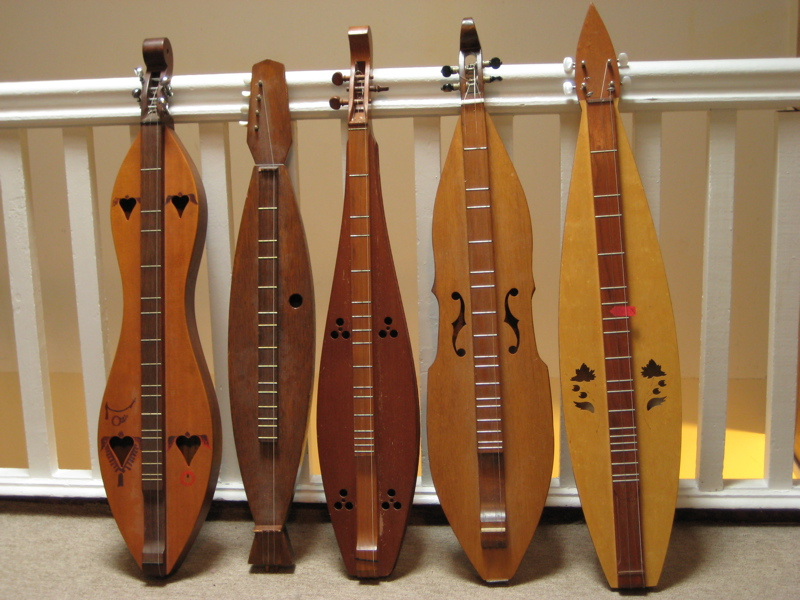
Dulcimer des Appalaches dans sa variété de formes

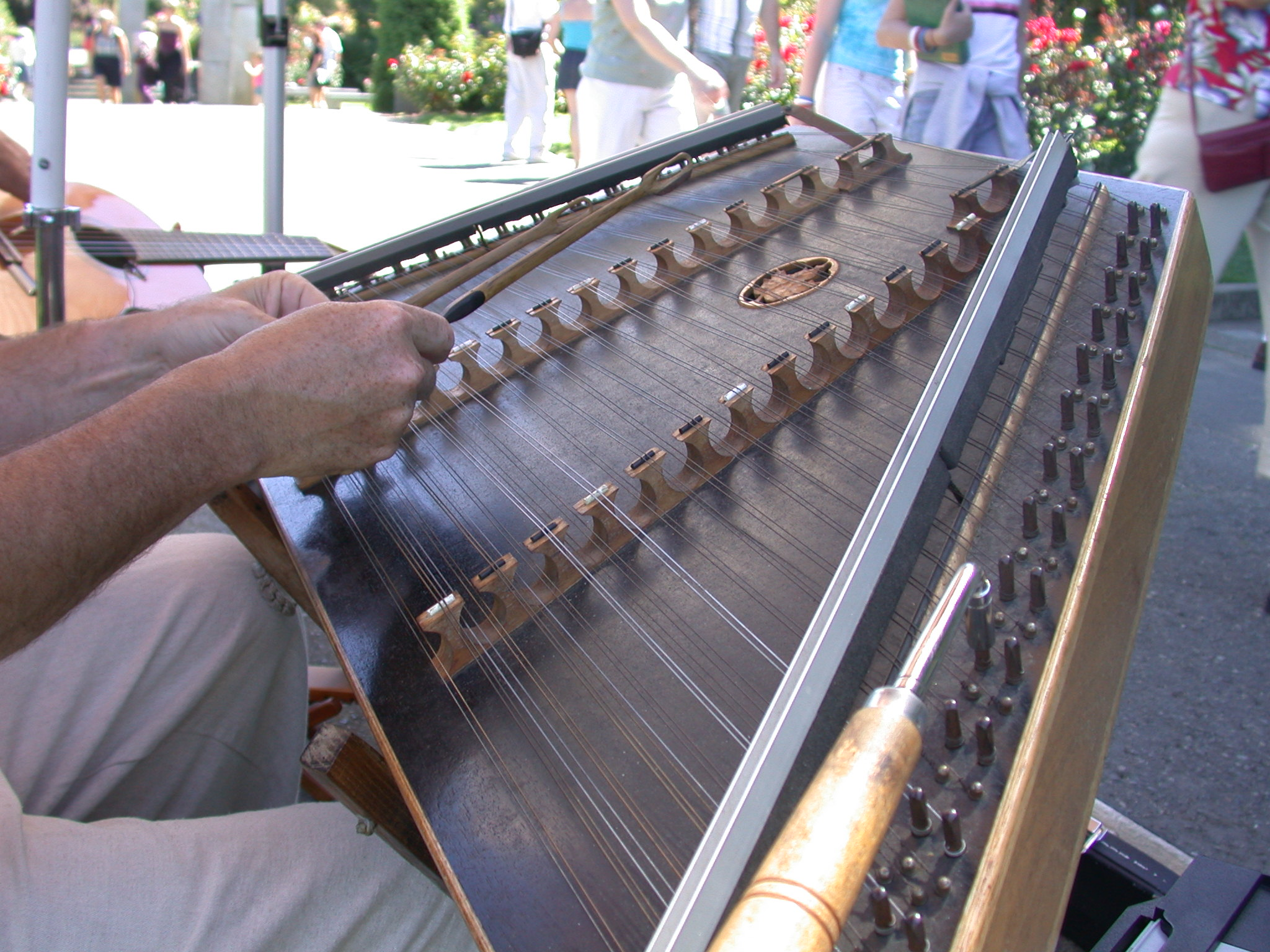
Hammered dulcimer

Le terme dulcimer est attribué à trois instruments de la famille des cithares :
- le dulcimer du Moyen Âge des pays anglophones, instrument à cordes frappées de forme rectangulaire ou trapézoïdale, équivalent à la doulcemelle ou doucemelle française, dont il a pris le nom par une modification phonétique ;
- le hammered dulcimer des pays anglophones, instrument à cordes frappées plus moderne de forme trapézoïdale, qui descend du précédent ;
- le dulcimer des Appalaches américain (en anglais mountain dulcimer ou appalachian dulcimer), instrument à cordes pincées, étroit et allongé en forme de 8, ou en forme de larme ou de diverses formes allongées plus ou moins arrondies, joué dans la musique traditionnelle américaine, descendant d'instruments du nord de l'Europe comme le scheitholt allemand ou le hummel (en) flamand, arrivés en Amérique du Nord grâce à des colons d'Europe du nord.

## Étymologie
Les instruments à l'origine du mot dulcimer étaient en vogue au Moyen Âge et portaient en vieux français le nom de doulce melle, doulcemelle, doucemelle ou dulce melos en latin, signifiant « douce mélodie », termes en adéquation avec le son qu'il produisait de puissance sonore modeste.
Par déformation phonétique, les anglophones du Moyen Âge ont modifié le mot « doulcemelle » en « dulcimer ».

## Évolution du dulcimer
Aujourd'hui encore, l'origine du mot « dulcimer » et le fait qu'il concerne trois instruments différents sont sujets à controverse.
Au Moyen Âge, des chroniqueurs de la cour française attribuèrent le terme « doulcemelle » à un instrument muni d'une large table rectangulaire, trapézoïdale ou en « groin de cochon » barrée de nombreuses cordes, posé sur les genoux et frappé par deux baguettes. C'était peu ou prou le même instrument que le psaltérion médiéval à cordes pincées, cousin du santour moyen-oriental ramené au XIIe siècle par les croisés, mais dont on avait entrepris de pincer les cordes au lieu de les frapper. Le mode de jeu pincé était propre à la cour et le mode de jeu frappé (très sonore) était utilisé dans les défilés militaires et religieux des cours de Bourgogne et de Bretagne. Puis ce dernier type de jeu finit par passer également dans la musique savante des rois. Ce descendant des psaltérions grecs et cymbalum d'Europe centrale n'eut aucun succès dans le peuple, en France, à l'inverse des épinettes paysannes autochtones, et son succès auprès des élites déclina peu à peu.
Par ailleurs, le terme « doulcemelle » fut aussi attribué en France à ces mêmes épinettes rurales, ancêtres du dulcimer des Appalaches, utilisées également dans les mêmes défilés et en veillées familiales, et dont le volume sonore réellement modeste semble avoir nourri la confusion entre « doulcemelle » et « dulcimer » auprès des anglo-saxons. On en trouve des traces attestées depuis le début des années 1600 et il est intéressant de constater que ces épinettes « sur table », type « bûche des Flandres » et autres, étaient appelées « doulce de mer » aux alentours de Dunkerque, face à l'Angleterre.
Cette confusion linguistique fait que la « doulcemelle » est soit l'ancêtre du hammered dulcimer, soit du mountain dulcimer, soit des deux, selon l'éclairage sémantique ou musicologique pur choisi.
Les tympanon et cymbalum (instruments à cordes frappées avec des baguettes) sont, eux, les ancêtres de l'instrument trapézoïdal à cordes frappées et, au même titre que la version nord-africaine kanoun, sont tous d'origine orientale (santour perse), voire extrême orientale puisque les premières traces de cithares trapézoïdales à cordes frappées semblent plurimillénaires et chinoises (yangkin). Deux hypothèses s'affrontent, l'une étant l'origine turque et iranienne, avec la venue en Chine par la route de la soie, avec l'aide des Ouïghours turcophones, l'autre étant l'origine chinoise, ayant essaimé dans tous les pays environnants puis vers l'ouest de proche en proche (on trouvera de très nombreuses informations, corroborant cet article, sur l'origine des épinettes et des hammered dulcimers au MIM, Musée des Instruments de Musique de Bruxelles).
Le dulcimer des Appalaches (instrument à cordes pincées, d'origine européenne et nordique) est fort éloigné par sa facture, ses formes et son mode de jeu du dulcimer anglais médiéval. Il n'est parent avec eux que par le fait qu'il appartient à la famille des cithares, une famille d'instruments variés à cordes, dont le point commun est d'être posés à plat, soit sur les genoux, soit sur une table, soit sur des pieds.
Cette imprécision sémantique est d'origine purement franco-anglaise. Les autres peuples européens utilisant des épinettes proches des mountain dulcimers ont tous un mot dédié pour les nommer, les Hongrois étant les seuls à utiliser le mot citera pour nommer les leurs. Il apparaît donc finalement que le plus important pour déterminer la généalogie de l'instrument est la présence ou non d'une touche avec des frettes sur la table d'harmonie. Les instruments d'origine nord-européenne et celtique (incluant la Hongrie) en possèdent tous une, les descendants du santour oriental (et de ses collègues chinois et coréens) n'en possèdent jamais. Il s'agit clairement là de deux familles distinctes, sémantiquement et artificiellement mélangées par les élites anglaises et françaises de l'époque, et par leur ignorant mépris pour les instruments du peuple.
Précisons que la vaste famille des cithares englobe les deux modes de jeu : pincé (comme le psaltérion, dont une variante jouée à l'archet existe également, le dulcimer des Appalaches, l'épinette des Vosges, la cithare autrichienne, etc.) et frappé (comme le dulcimer médiéval, le hammered dulcimer, le tympanon, le cymbalum, le hackbrett, le santour, etc.). Le clavecin et le piano sont des évolutions de l'épinette (clavecin se dit spinet en anglais) et du cymbalum à cordes frappées (dit plus exactement "tympanon" en France), mais ne sont plus considérés être de la famille des cithares car des mécanismes suppriment le lien direct entre la corde et la main du joueur.

## Origines du dulcimer des Appalaches
Ses origines sont nord-européennes et il a survécu dans les montagnes Appalaches, où les migrants avaient jadis apporté ses ancêtres. C'est un cousin de l'épinette des Vosges, du hummel, du scheitholt allemand, du langeleik de Norvège, etc. Après une longue période d'oubli, le dulcimer des Appalaches et ses ancêtres européens ont connu un regain d'intérêt dans les années 1970, à la faveur du mouvement folk. Depuis, des luthiers ont repris sa construction aux États-Unis, au Canada et en Europe et d'importantes rencontres de musiciens ont lieu sur le continent nord-américain, donnant lieu à des concours de musique traditionnelle.

## Facture
Sa caisse de résonance (en bois de noyer ou autres bois durs, selon les ressources locales) a souvent la forme d'un sablier allongé (forme dite hourglass). Elle est percée de deux ou quatre ouïes de formes variables sur la table (faite en épicéa, red cedar ou divers bois dur) pour favoriser l'expression du son. D'autres formes existent : la teardrop en forme de larme allongée et l'ancienne blockviol triangulaire, plus facile à construire. La touche frettée est fixée sur toute la longueur de la caisse de l'instrument et donc il n'y a pas de manche qui prolonge la caisse. Des cordes la surplombent (souvent quatre): deux cordes de bourdons et deux cordes très rapprochées accordées habituellement à l'unisson, dites « chanterelles ».
C'est une des épinettes possédant le moins de « bourdons » (deux cordes) mais la présence de frettes sous toutes les cordes permet un jeu plus varié que sur d'autres, sans multiplier le nombre et l'accordage des bourdons comme c'est le cas sur la cithare autrichienne par exemple.

## Jeu

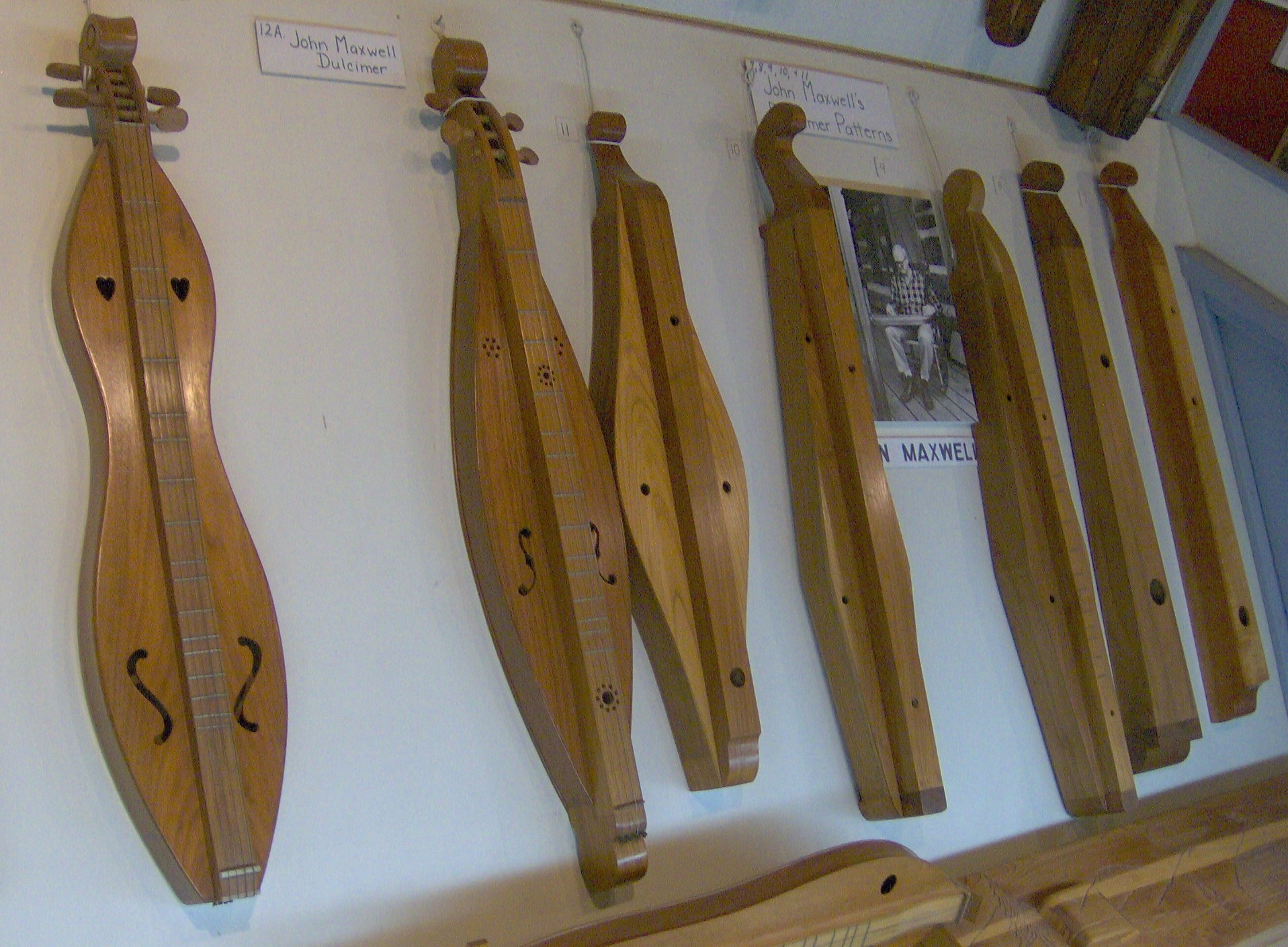
Dulcimers des Appalaches

Traditionnellement, le dulcimer se joue à plat sur les genoux ou sur une table, même si certains musiciens comme Barry Dransfield, Cristian Huet ou Laurent Vercambre (ancien membre de Malicorne) en jouent également debout, en le tenant comme une guitare. Traditionnellement toujours, l'instrumentiste joue la mélodie à l'aide d'un onglet ou d'un plectre sur les chanterelles, les cordes de bourdon jouant la note tonique et la dominante. Pour cela il utilise les doigts de sa main gauche ou un petit bâton appelé « noteur ».
Le dulcimer des Appalaches est un instrument diatonique comme beaucoup d'instruments traditionnels (il n'a ni dièse ni bémol), et les possibilités de modulation sont limitées. Le type de musique jouée est essentiellement modal. Les modes les plus joués traditionnellement sont le ionien et le mixolydien, avec les quatre cordes accordées en sol-(sol)-do-do. Dans les modes dorien et éolien, les bourdons sont accordés à la quinte, en ré et la. L'un des accordages le plus rencontré reste néanmoins le ré (ré)-la-ré.
Le dulcimer des Appalaches permet d'accompagner le chant. Le réglage de tension des cordes permet d'adapter la hauteur des notes à la voix, sans tenir compte de leur hauteur réelle, le plus important étant alors d'accorder les cordes entre elles.
Les joueurs de dulcimer les plus connus en Europe sont Cristian Huet, John Molineux, Gabriel Yacoub et Marie Yacoub (au sein de leur groupe Malicorne), Roger Nicholson et Marc Robine. Capables de jouer des lignes mélodiques sur toutes les cordes y compris les bourdons, sans noteur, et d'y faire des accords en utilisant parfois des techniques comme le picking (avec les ongles de tous les doigts de la main droite) ou empruntées à d'autres instruments (guitare, banjo, guitare basse, etc.), ils inscrivent le dulcimer dans une modernité intéressante, moins « folklorique » et plus ouverte sur des cultures musicales éloignées de son domaine habituel[réf. nécessaire].
De nombreuses variantes - acoustiques, électriques, MIDI - ont été créées depuis les années 1960. Certains modèles actuels possèdent des cordes ou des frettes supplémentaires, pouvant aller jusqu'à un frettage chromatique.

## Discographie
- Dulcimer Acoustique, musique celtique, Cristian Huet, distribution « Coop Breizh »
- Elizabethan Music For Dulcimer, Randy Wilkinson, Kicking Mule KM226 1982
- Spécial instrumental, le dulcimer, Mary Rhoads, Le Chant du Monde LDX 74485 1972
- Old Songs and Airs for New Smiles, John Molineux (compilation des 33t Douce-Amère et Spice of Life) Kerig KCD 158
- Dulcimer, Marc Robine, musique traditionnelle. Production Gilles Fruchaux, Buda Musique, 3307518298927.
- 1966 : Aftermath, album des Rolling Stones (Brian Jones au dulcimer sur Lady Jane et I Am Waiting)
- 1967 : Their Satanic Majesties Request, album des Rolling Stones - Brian Jones au dulcimer
- 1969 : Dragonfly, The Strawbs : - David Cousins au dulcimer sur la chanson-titre
- 1970 : Just a Collection of Antiques and Curios, album des Strawbs - David Cousins au dulcimer
- 1971 : From the Witchwood, album des Strawbs  - David Cousins au dulcimer
- 1971 : Blue, Joni Mitchell au dulcimer sur la chanson California
- 1972 : Grave New World, album des Strawbs  - David Cousins au dulcimer
- 1974 : Strawbs By choice, compilation des Strawbs : - David Cousins au dulcimer sur 3 chansons
- 1975 : Nomadness, album des Strawbs  - David Cousins au dulcimer
- 1977 : Blanche Fleur, musique ancienne, Dulcimer, Discovale WM14, Nantes (Michel Legoubé au dulcimer)
- 1978 : The Best of Strawbs, compilation des Strawbs : - David Cousins au dulcimer
- 1989 : Pump d'Aerosmith - Randy Rainer-Reusch au dulcimer des Appalaches sur la chanson Dulcimer Stomp
- 1992 : A Choice Selection of Strawbs, compilation des Strawbs : - David Cousins au dulcimer
- 1997 : Halcyon Days, coffret des Strawbs - David Cousins au dulcimer
- 2000 : The Complete Strawbs, album live des Strawbs - David Cousins au dulcimer
- 2001 : Baroque & Roll, album des Strawbs - David Cousins au dulcimer
- 2002 : The Collection, compilation des Strawbs - David Cousins au dulcimer
- 2002 : Tears and Pavan, compilation des Strawbs - David Cousins au dulcimer
- 2005 : Live at Nearfest, album live des Strawbs - David Cousins au dulcimer
- 2005 : Painted Sky, album live des Strawbs - David Cousins au dulcimer
- 2006 : Recollection, album live des Strawbs - David Cousins au dulcimer
- 2008 : A Taste of Strawbs, coffret de cinq CD des Strawbs - David Cousins au dulcimer
- 2018 : Folk in love de Jean Ritchie - Jean Ritchie au dulcimer
- 2023 : The Magic Of It All des Strawbs - David Cousins au dulcimer